# A13 (Kasachstan)
Die A13 ist eine wichtige Straße in Kasachstan. Die Straße ist eine Ost-West-Route im Nordosten des Landes von Kökschetau über Kischkeneköl bis an die Grenze zu Russland.

## Straßenbeschreibung
Die A13 beginnt in der Stadt Kökschetau im nördlichen Kasachstan. Hier kreuzt sie die A1. Kökschetau ist eine mittelgroße Stadt und ein wichtiges regionales Zentrum im nördlichen Kasachstan. Die A13 führt nach Osten durch die Steppe. Es gibt eine Reihe von Salzseen in der Region. Das Gebiet ist flach und es gibt nur wenige Orte auf der Strecke. Der letzte Teil führt nach Norden. Nach der Grenze mit Russland führt sie als russische R393 nach Omsk weiter.

## Geschichte
Die A13 wurde im Jahr 2011 umnummeriert. Es ist unklar, welche Straße sie ersetzt, möglicherweise die sowjetische Straße R393, die dann Kökschetau mit Omsk verbunden hat.

## Großstädte an der Autobahn
- Kökschetau